# Korshamnsfjärden
Korshamnsfjärden är en fjärd i Finland. Den ligger i landskapet Österbotten, i den västra delen av landet, 400 km nordväst om huvudstaden Helsingfors.
Korshamnsfjärden sträcker sig från Vasklot i sydöst och ut mot Stora Skadebådan och Israelsgrund där den ansluter till Gloppet.